# The Haunted
The Haunted – szwedzka grupa muzyczna wykonująca thrash metal z elementami melodic death metalu i hardcore. Powstała 1996 roku w Göteborgu z inicjatywy członków zespołów At the Gates i Satanic Slaughter. 
W 2003 roku The Haunted otrzymał nagrodę szwedzkiego przemysłu fonograficznego Grammis w kategorii "Best Hard Rock Band" za album One Kill Wonder. Do 2009 roku grupa wydała sześć albumów studyjnych oraz szereg kompilacji i minialbumów, które zostały pozytywnie ocenione zarówno przez fanów, jak i krytyków muzycznych. W swej twórczości grupa poruszyła takie zagadnienia jak przemoc czy polityka.

## Historia

### 1996-2004

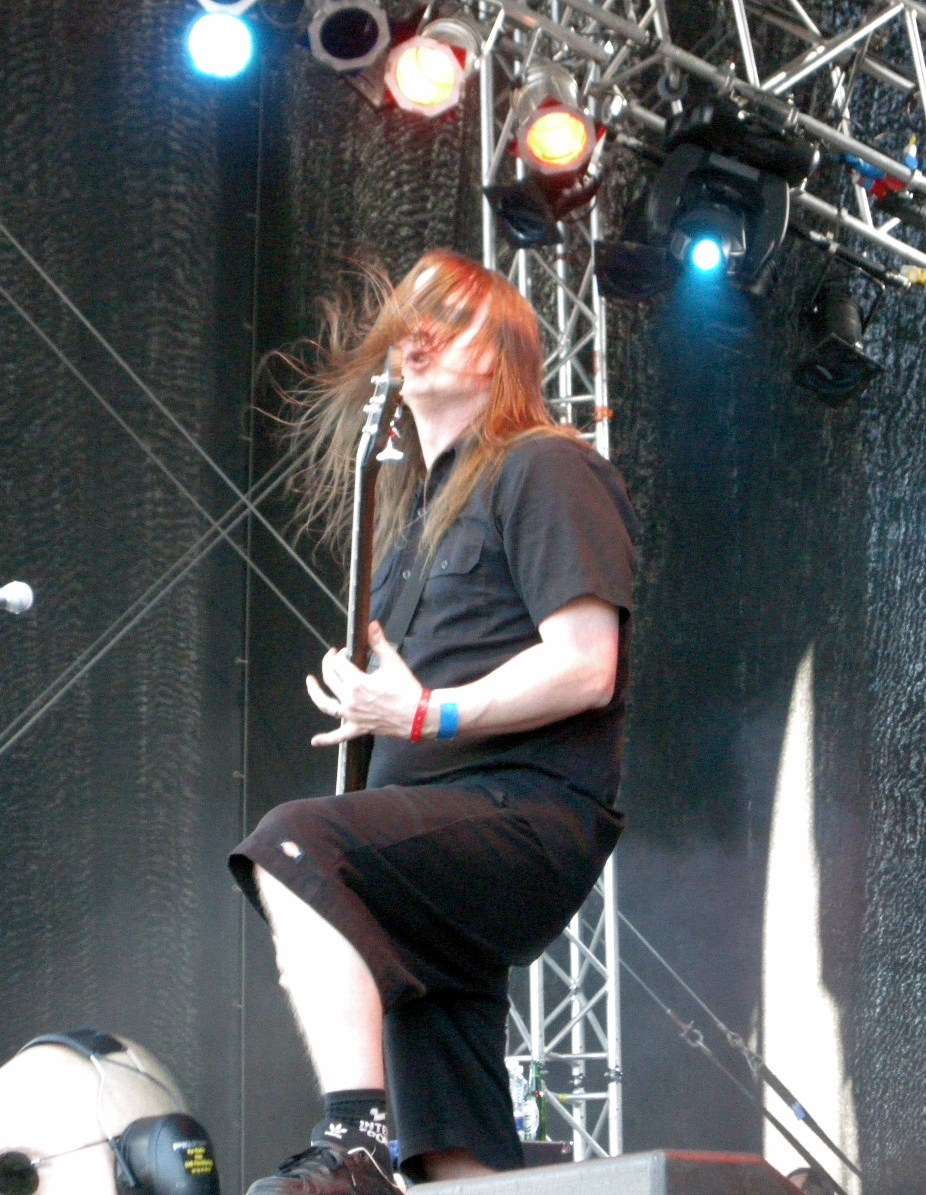
Jonas Björler, 2009

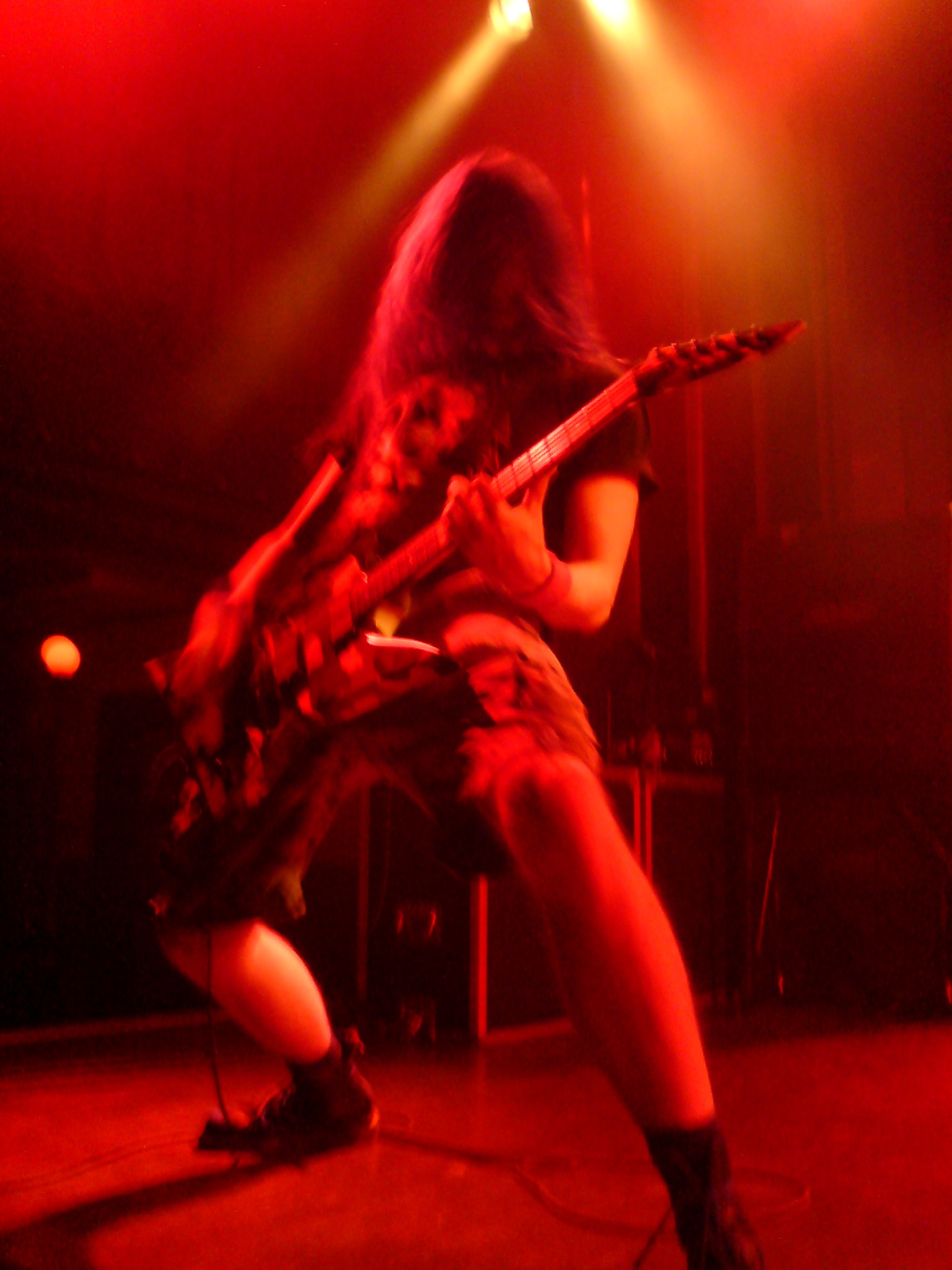
Patrik Jensen, 2009

Zespół powstał w 1996 roku w Göteborgu z inicjatywy gitarzysty Patrika Jensena, basisty Jonasa Björlera, perkusisty Adriana Erlandssona, gitarzysty Andersa Björlera i wokalisty Petera Dolvinga. W 1997 roku ukazało się pierwsze demo zespołu zatytułowane Demo '97. Rok później 23 czerwca nakładem Earache Records ukazał się debiutancki album pt. The Haunted. 31 października 2000 roku został wydany drugi album pt. Made Me Do It. 10 grudnia 2001 roku ukazał się pierwszy album koncertowy pt. Live Rounds in Tokyo. Tego samego roku z zespołu odszedł Anders Björler, którego zastąpił Marcus Sunesson z zespołu The Crown. Jednakże latem 2002 roku Björler powrócił do zespołu. 11 marca tego samego roku ukazało się pierwsze wydawnictwo DVD pt. The Haunted - Caught On Tape. 
17 lutego 2003 roku ukazał się trzeci album pt. One Kill Wonder. Wydawnictwo zostało zarejestrowane w Studio Fredman we współpracy z producentem muzycznym Fredrikiem Nordstromem. Gościnnie w nagraniach wziął udział gitarzysta Michael Amott członek zespołu Arch Enemy. W ramach promocji zespół odbył europejską trasę koncertową wraz z grupami Mastodon i Hatesphere. Album One Kill Wonder został wyróżniony nagrodą szwedzkiego przemysłu fonograficznego Grammis w kategorii "Best Hard Rock Band". Pod koniec roku z zespołu odszedł wokalista Marco Aro, którego zastąpił Peter Dolving. Dolving o powrocie do zespołu:

Zagrałem z zespołem kilka koncertów minionego lata i wszystko poszło wspaniale, tak więc nie mogę się doczekać pisania, nagrywania nowego materiału i powrotu na trasę koncertową.

### Od 2004
Latem 2004 roku zespół podpisał kontrakt płytowy z wytwórnią muzyczną Century Media Records. Anders Björler o nowym kontrakcie płytowym: 

Jesteśmy szczęśliwi, że wybraliśmy ofertę Century Media, która wyda kilka kolejnych naszych płyt. To legendarna wytwórnia i jesteśmy pewni, że zapewni nam ona najlepsze możliwe wsparcie.

Również w 2004 roku ukazał się pierwszy minialbum pt. The Haunted / Diecast. 18 października tego samego roku ukazał się czwarty album pt. rEVOLVEr. Album został nagrany w studiu Fredman w Gőteborgu we współpracy z Patrikiem J. Stenem oraz Fredrikiem Nordströmem. Gościnnie w nagraniach wziął udział wokalista zespołu Sick of It All - Lou Koller, który zaśpiewał w utworze pt. "Who Will Decide?". W 2005 roku ukazały się splity pt. God Forbid / Manntis / The Haunted sampler i Tsunami Benefit. 12 marca tego samego roku zespół wystąpił w katowickim Spodku w ramach festiwalu Metalmania. 31 października 2006 roku ukazał się piąty album pt. The Dead Eye. Wydawnictwo zostało nagrane w studiu Antfarm w Danii. Wokalista Peter Dovling o albumie:

Mieliśmy sporo czasu na przygotowanie muzyki. Przez półtora roku uzbierało się tego jakieś 500 riffów. Dobre na tym albumie jest szczególnie to, że podeszliśmy do niego trochę inaczej.

23 maja 2007 roku zespół wystąpił we wrocławskim klubie WZ, a dzień później w warszawskim klubie Proximia. Koncerty The Haunted poprzedził występ zespołu Municipal Waste. 19 września 2008 roku nakładem Century Media Records ukazał się szósty album pt. Versus. Nagrania odybyły się w PUK Studios w Danii we współpracy z producentem Tue Madsenem. Jonas Björler o albumie:

Tym razem nad utworami pracowaliśmy pół roku, i myślę, że to się naprawdę opłaciło - żaden numer nie brzmi tak samo, a cały materiał jest rzeczywiście ciężki i rozbujany.

W styczniu 2009 roku na gali Swedish Metal Awards album wersus został nagrodzony w kategorii najlepsza płyta metalowa. 9 marca tego samego roku ukazała się pierwsza kompilacja nagrań grupy zatytułowana Warning Shots. Na wydawnictwie ukazały się nagrania z lat 1998-2003, utwory wcześniej niepublikowane, nagrania koncertowe oraz interpretacje utworów Candlemass. 8 czerwca 2010 roku ukaże się drugie DVD zespołu zatytułowane Road Kill. Na wydawnictwie znajdzie się m.in. koncert The Haunted zarejestrowany 13 lutego 2009 roku w Melkweg w Amsterdamie. 29 lutego 2012 roku na oficjalnej stronie zespołu podano, że opuścił go Peter Dolving. W połowie października 2012 roku grupę opuścili gitarzysta Anders Björler i perkusista Per Möller Jensen.

## Muzycy

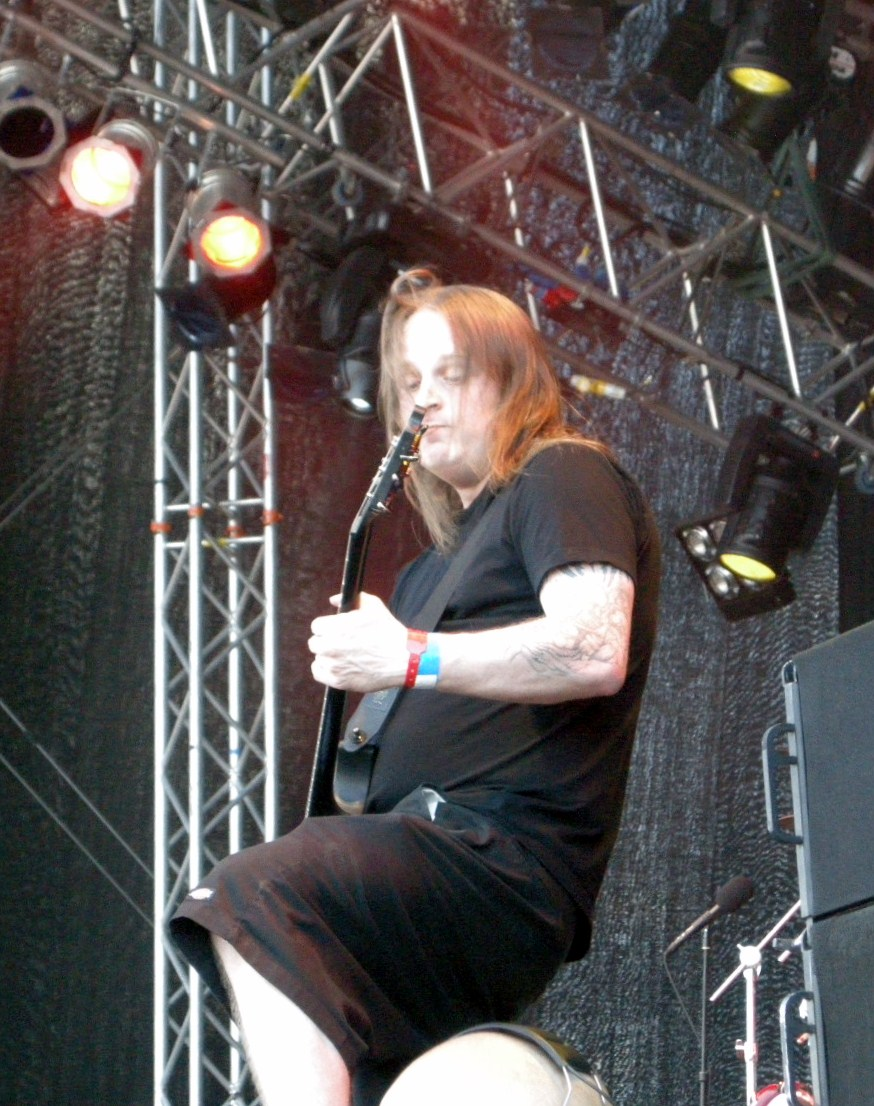
Anders Björler, 2009

| Obecny skład - Marco Aro - śpiew (1999-2003, 2005, od 2013) - Patrik Jensen - gitara (od 1996) - Jonas Björler - gitara basowa (od 1996) - Ola Englund - gitara (od 2013) - Adrian Erlandsson - perkusja (1996-1999, od 2013) |  | Byli członkowie - Per Möller Jensen - perkusja (1999-2012) - Anders Björler - gitara (1996-2001, 2002-2012) - Peter Dolving - śpiew (1996-1998, 2003-2012) - John Zwetsloot - gitara (1996) Muzycy koncertowi - Marcus Sunesson - gitara (2001-2002) |

Oś czasu

## Dyskografia

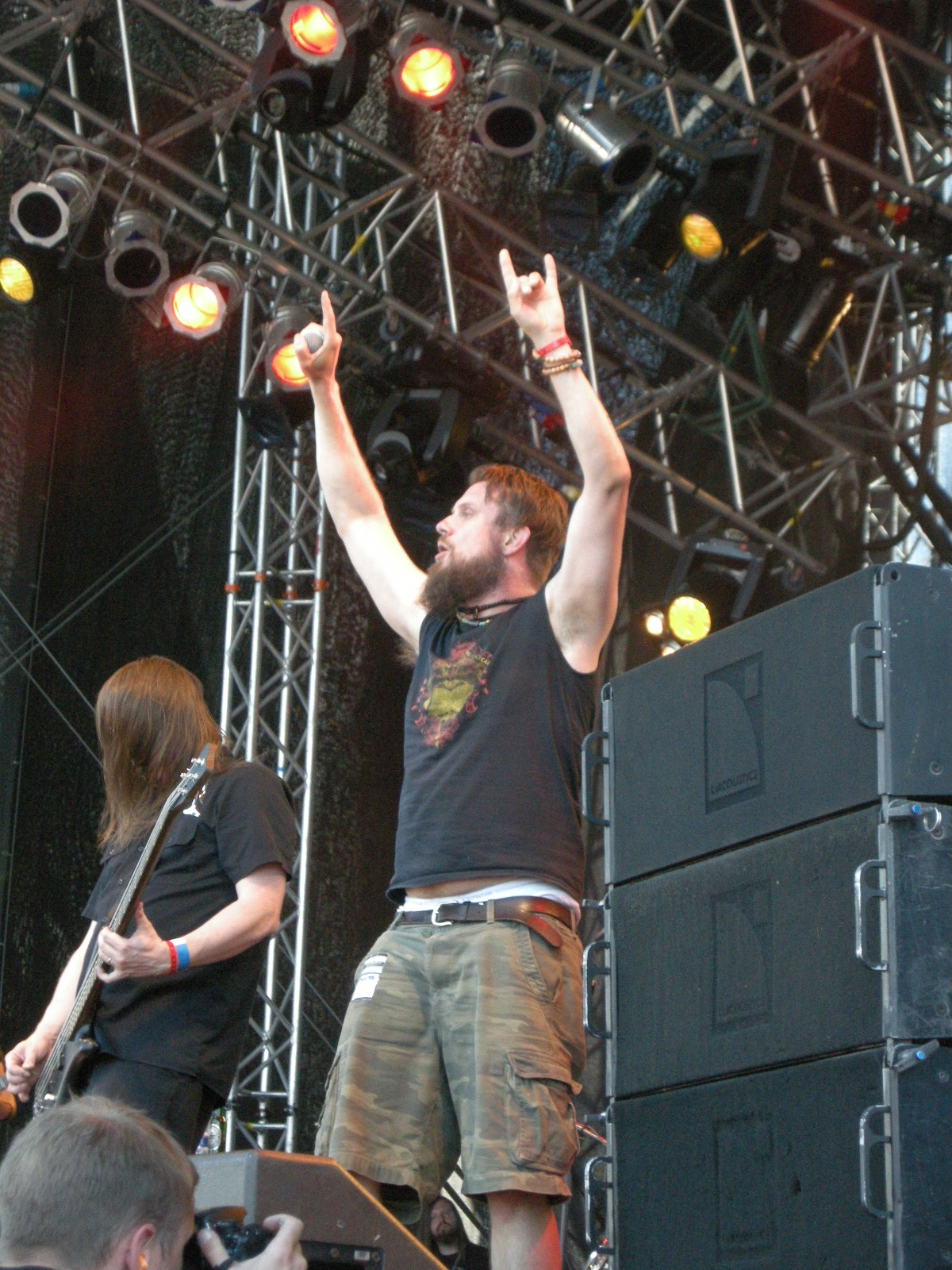
Peter Dolving, 2009

### Albumy studyjne
| The Haunted                 | - Data: 23 czerwca 1998 - Wydawca: Earache Records            | —  | —  | —   | —   | —  | —   | —  |                   |
| Made Me Do It               | - Data: 31 października 2000 - Wydawca: Earache Records       | —  | —  | —   | 94  | —  | —   | —  | - USA: 14,6 tys.+ |
| One Kill Wonder             | - Data: 17 lutego 2003 - Wydawca: Earache Records             | 23 | —  | —   | 70  | —  | —   | —  |                   |
| rEVOLVEr                    | - Data: 18 października 2004 - Wydawca: Century Media Records | 18 | —  | —   | 85  | —  | —   | —  | - USA: 2,8 tys.+  |
| The Dead Eye                | - Data: 31 października 2006 - Wydawca: Century Media Records | 14 | —  | —   | 94  | —  | —   | —  | - USA: 3,2 tys.+  |
| Versus                      | - Data: 19 września 2008 - Wydawca: Century Media Records     | 14 | 12 | 198 | 101 | —  | —   | —  | - USA: 1,6 tys.+  |
| Unseen                      | - Data: 21 marca 2011 - Wydawca: Century Media Records        | 5  | 26 | —   | 182 | —  | —   | —  | - USA: 1,2 tys.+  |
| Exit Wounds                 | - Data: 25 sierpnia 2014 - Wydawca: Century Media Records     | 32 | 15 | —   | 135 | 64 | 100 | 46 |                   |
| "—" album nie był notowany. |                                                               |    |    |     |     |    |     |    |                   |

### Albumy koncertowe
| Live Rounds in Tokyo         | - Data: 10 grudnia 2001 - Wydawca: Earache Records - Format: CD             | —  | — | - USA: 3,1 tys.+ |
| The Haunted - Caught On Tape | - Data: 11 marca 2002 - Wydawca: Earache Records - Format: DVD              | —  | — |                  |
| Road Kill                    | - Data: 19 kwietnia 2010 - Wydawca: Century Media Records - Format: CD, DVD | 29 | 1 |                  |
| "—" album nie był notowany.  |                                                                             |    |   |                  |

### Inne
| Tytuł                                              | Dane dot. albumu                                          |
| -------------------------------------------------- | --------------------------------------------------------- |
| Demo '97 (demo)                                    | - Data: 1997 - Wydawca: brak (wydanie własne)             |
| The Haunted / Diecast (split)                      | - Data: 2004 - Wydawca: Earache Records                   |
| God Forbid / Manntis / The Haunted sampler (split) | - Data: 2005 - Wydawca: Century Media Records             |
| Tsunami Benefit (split)                            | - Data: 22 stycznia 2005 - Wydawca: Century Media Records |
| Warning Shots (kompilacja)                         | - Data: 9 marca 2009 - Wydawca: Earache Records           |
| Eye of the Storm (EP)                              | - Data: 20 stycznia 2014 - Wydawca: Century Media Records |

## Teledyski
| Tytuł              | Rok  | Reżyseria                       | Album                     |
| ------------------ | ---- | ------------------------------- | ------------------------- |
| "Bury Your Dead"   | 2000 | —                               | The Haunted Made Me Do It |
| "D.O.A."           | 2003 | Pete Bridgewater                | One Kill Wonder           |
| "All Against All"  | 2004 | Roger Johansson                 | rEVOLVEr                  |
| "No Compromise"    | 2005 | Roger Johansson                 | rEVOLVEr                  |
| "The Flood"        | 2006 | Roger Johansson                 | The Dead Eye              |
| "The Drowning"     | 2007 | Anders Björler                  | The Dead Eye              |
| "Moronic Colossus" | 2008 | Anders Björler                  | Versus                    |
| "Trenches"         | 2008 | Daniel Larsson                  | Versus                    |
| "No Ghost"         | 2011 | Marcel Schleiff, Anders Björler | Unseen                    |
| "My Enemy"         | 2014 | —                               | Eye of the Storm          |
| "Cutting Teeth     | 2014 | Jakob Arevarn                   | Exit Wounds               |

## Nagrody i wyróżnienia
| Rok  | Kategoria             | Tytułem         | Nagroda | Uwagi     | Źródło |
| ---- | --------------------- | --------------- | ------- | --------- | ------ |
| 2001 | Årets hårdrock        | Made Me Do It   | Grammis | Nagroda   | [ 55 ] |
| 2004 | Årets hårdrock        | One Kill Wonder | Grammis | Nagroda   | [ 56 ] |
| 2007 | Årets hårdrock        | The Dead Eye    | Grammis | Nominacja | [ 57 ] |
| 2012 | Årets hårdrock/metall | Unseen          | Grammis | Nominacja | [ 58 ] |